# Autobús elèctric

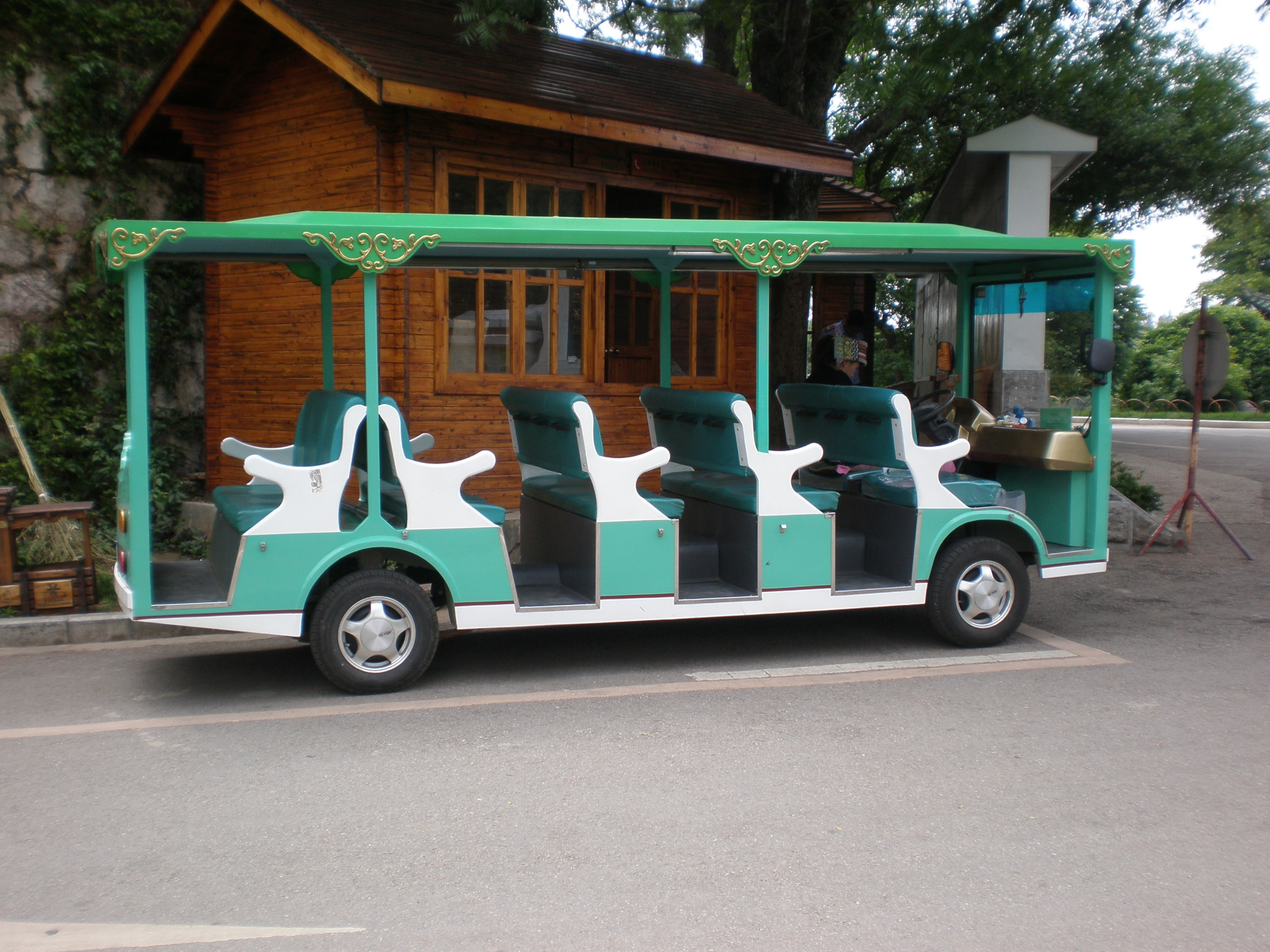
Un autobús elèctric utilitzat per transportar els visitants d'una atracció turística a Yunnan.

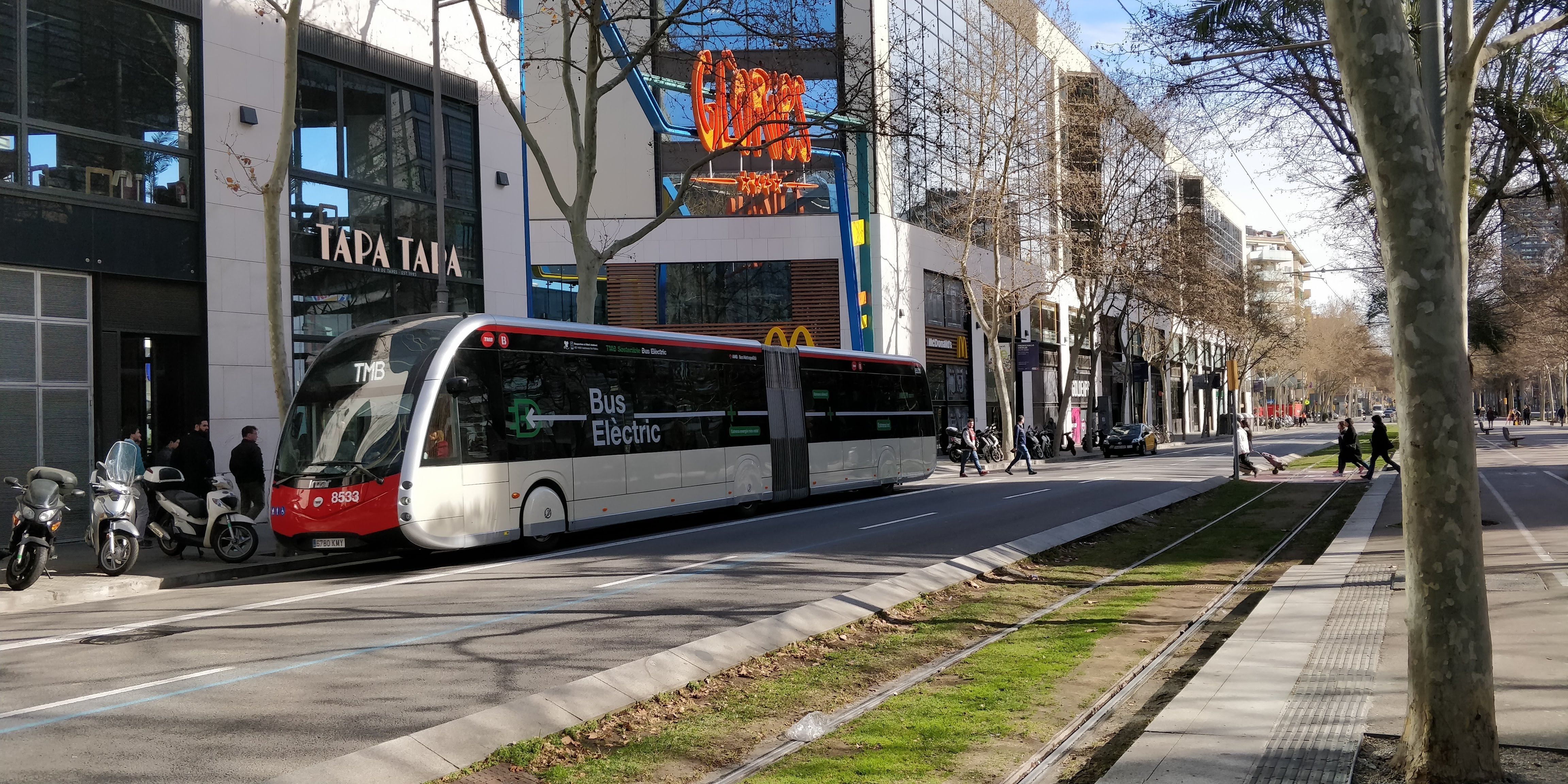
Autobús elèctric articulat Irizar en proves a Barcelona, març del 2019

Un autobús elèctric és un autobús propulsat per electricitat. Hi ha dues categories principals d'ómnibus elèctric: El troleibús és un tipus d'òmnibus elèctric alimentat per dos cables elèctrics, rebent l'electricitat per un fil i retornant per l'altre cable, utilitzant dos pols de tròlei muntat al sostre. L'altra mena d'autobús amb electricitat l'emmagatzemada a bord en bateries.

## Fabricants
Alguns fabricants de d'autobusos totalment elèctrics (majoritàriament autobusos de bateria):
- APS Sistemes, Oxnard, Califòrnia, en associació amb Ènova Systems[1] i Saft
- BredaMenarinibus[2] a Bolonya, Itàlia. Model Zeus M-200 E, amb motor Ansaldo Electric Drive motor i bateries de 288V - 200 Ah de liti ió batteries.eléctrica del motor impulsor i 288V - 200 Ah-ió de liti de les bateries. A Espanya, s'inclou en el Pla Movele.[3]
- Designline Internacional, a Nova Zelanda: autobús elèctric solar Tindo (únic prototip).
- Ebus,[4] a Downey, Califòrnia.
- Iveco, a Torí, Itàlia: model Európolis.
- Proterra[5] a Golden, CO: Proterra EcoRide BE35,[6] 10m de longitud, equipat amb sistema de propulsió UQM PowerPhase 150[7] i bateries de Altairnano.[8]
- Solaris Bus & Coach, a la Unió Europea (Polònia).
- Specialty Vehicle Manufacturing Corp (SVMC) a Downey, CA.
- Tecnobus,[9] a Frosinone, Itàlia. El model Gulliver s'utilitza actualment en diverses ciutats del Canadà, Anglaterra, França, Alemanya, Itàlia, Portugal i Espanya.
- Thomas Built Busos Inc[10][11] a High Point (Carolina del Nord).
- Thunder Sky Energy Group[12] a Shenzhen, Xina (prop de Hong Kong) es basa bateries de ió-liti i compta amb quatre models d'autobusos elèctrics, el de deu passatgers EV-6700 amb un rang (autonomia) de 260 km, els autobusos urbans TS-6100EV i TS-6110EV (velocitat màxima 80 kmh), i el de 43 passatgers Thunder Sky Energy Group, autobús d'autovia (velocitat màxima 100 kmh), que té un rang de 300 km. Les bateries es poden recarregar en 1 hora o substituir-se en 5 minuts. Els autobusos també que es construiran en els Estats Units i Finlàndia.
- U.S. Electric a Rosa, Califòrnia.[13][14][15]

## Ús en el transport
Autoritats de trànsit que utilitzen els autobusos de bateria o un altre tipus d'autobusos tot-elèctrics, diferents dels troleibusos:

### Xina
- Xangai (capabuses).

### Europa
- Gruppo Torinese Trasporti - Torí, Itàlia

#### Espanya
- Barcelona: L'empresa metropolitana del transport, TMB, té diversos models d'autobús elèctric que es recarreguen a les terminals.[16][17][18]
- Empresa Malagueña de Transportes (EMT), SAM
- Empresa Municipal de Transports de Madrid (20 autobusos tot-elèctrics i 20 híbrids dièsel-elèctrics): minibus és Tecnobus Gulliver[19] (5,2 m) i Evobus (Mercedes-Benz) Cito 9M (9m).
- Regidoria de Medi Ambient, Figueres

### Estats Units
- Atlanta, Geòrgia (a la Universitat d'Emory)
- Chattanooga, Tennessee
- Colorado Springs, CO
- Hampton (Virgínia)
- Miami Beach
- Mobile (ciutat d'Alabama)
- New Haven, CT

#### Califòrnia
Hi ha un mandat de Califòrnia perquè el 15% dels autobusos nous a partir del 2011 siguin elèctrics.
- Anaheim, CA
- Los Angeles, CA[20]
- Santa Barbara, CA
- San Francisco, on els troleibusos elèctrics ja són comuns en la majoria de les rutes SF Muni.